# Sing Along Songs for the Damned and Delirious
Sing Along Songs for the Damned and Delirious es el segundo álbum de estudio de la banda sueca de Avant-garde metal Diablo Swing Orchestra. Se publicó el 21 de septiembre de 2009, bajo el sello discográfico de Ascendance Records, y con la producción de Roberto Laghi (In Flames). El diseño gráfico corre por cuenta del diseñador sueco Peter Bergting. Este álbum marca una diferencia notable en la banda, con respecto al primer álbum, "The Butcher's Ballroom", el resultado es que las canciones son más experimentadas y versátiles, además de contar con una voz masculina con mayor participación.
El álbum ganó en los premios "Metal Storm" en 2009, en la categoría "The Best Post-Metal/Avantgarde Metal Album Of 2009". .

## Listado de canciones
| N.º | Título                        | Escritor(es) | Duración |  |
| 1.  | «A Tapdancer's Dilemma»       |              | 5:12     |  |
| 2.  | «A Rancid Romance»            |              | 4:27     |  |
| 3.  | «Lucy Fears the Morning Star» |              | 6:34     |  |
| 4.  | «Bedlam Sticks»               |              | 3:29     |  |
| 5.  | «New World Widows»            |              | 5:56     |  |
| 6.  | «Siberian Love Affairs»       |              | 0:58     |  |
| 7.  | «Vodka Inferno»               |              | 4:08     |  |
| 8.  | «Memoirs of a Roadkill»       |              | 3:30     |  |
| 9.  | «Ricerca dell'Anima»          |              | 5.34     |  |
| 10. | «Stratosphere Serenade»       |              | 8:25     |  |

### Bonus en la edición especial limitada
| special edition bonus track |                                 |              |          |  |
| N.º                         | Título                          | Escritor(es) | Duración |  |
| 11.                         | «Balrog Boogie (Versión 8-bit)» |              | 3:46     |  |